# Cyrtandra axillantha
Cyrtandra axillantha är en tvåhjärtbladig växtart som beskrevs av Karl Moritz Schumann. Cyrtandra axillantha ingår i släktet Cyrtandra och familjen Gesneriaceae. Inga underarter finns listade i Catalogue of Life.